# Ganxian
Koordinaten: 25° 50′ N, 115° 5′ O
Ganxian (chinesisch 赣县区, Pinyin Gànxiàn Qū) ist ein chinesischer Stadtbezirk der bezirksfreien Stadt Ganzhou in der Provinz Jiangxi, die im Südosten der Volksrepublik China liegt. Die Fläche beträgt 2.993 Quadratkilometer und die Einwohnerzahl 546.964 (Stand: Zensus 2010).